# Kék
Kék je selo u Mađarskoj.

## Upravna organizacija
Upravno pripada Szabolčkoj-szatmárskoj-bereškoj županiji.

## Gradonačelnik
Gradonačelnik sela je Poór Sándor.

## Vanjske poveznice
- Službena stranica sela